# Backfire!
Backfire! (übersetzt „Fehlzündung“) ist ein britischer Kriminalfilm von Paul Almond aus dem Jahr 1962. Produziert wurde er von der Filmgesellschaft Merton Park Studios. Das Drehbuch stammt von dem Drehbuchautor Robert Banks Stewart und baut frei auf die Romane von Edgar Wallace auf. Der Film war Teil der ersten Hälfte der Edgar Wallace Mysteries, einer Serie von 47 Edgar-Wallace-Verfilmungen der Merton Park Studios zwischen 1960 und 1965; in Deutschland wurde er nie gezeigt.

## Handlung
Das Unternehmen „Venetia Beauty Preperations“ ist hoch verschuldet und sein Besitzer Bernard Curzon finanziell abhängig von seinem amerikanischen Partner Mitchell Logan und dessen Frau Pauline. Dieser will die Probleme durch einen Brand lösen und engagiert den Brandstifter Willy Kyser, der ein Feuer im Unternehmen legt. Bei dem Brand stirbt die Reinigungsfrau Hannah Chenko. Aus Angst, er könne ihn verraten, tötet Mitchell Logan seinen Geschäftspartner und tarnt den Mord als Selbstmord; allerdings wittert auch dessen Tochter Shirley Curzon das Verbrechen. Der Versicherungsdetektiv Jack Bryce und Inspektor Fletcher von Scotland Yard können Logan  stellen, bevor dieser auch Shirley Curzon ermordet.

## Kritiken
Joachim Kramp und Jürgen Wehnert zitieren in ihrem Das Edgar Wallace Lexikon von 2004 eine Kritik des Monthly Film Bulletin von 1962 zum Film. Diese bezeichnet ihn als „sparsamer Thriller der Edgar-Wallace-Serie, passend umgesetzt und dargestellt.“

## Belege
1. ↑  
„Backfire (Film).“ In: Joachim Kramp, Jürgen Wehnert: Das Edgar Wallace Lexikon. Leben, Werk, Filme. Es ist unmöglich, von Edgar Wallace nicht gefesselt zu sein! Verlag Schwarzkopf & Schwarzkopf, Berlin 2004; S. 30–31. ISBN 3-89602-508-2.
2. ↑  
Kritik vom Monthly Film Bulletin vom Mai 1962, zitiert nach „Backfire (Film).“ In: Joachim Kramp, Jürgen Wehnert: Das Edgar Wallace Lexikon. Leben, Werk, Filme. Es ist unmöglich, von Edgar Wallace nicht gefesselt zu sein! Verlag Schwarzkopf & Schwarzkopf, Berlin 2004; S. 30–31. ISBN 3-89602-508-2.